# Беляев, Дмитрий Анатольевич
Дмитрий Анатольевич Беляев (род. 3 мая 1976 года, Караганда, Казахская ССР, СССР) — российский государственный деятель, заместитель министра образования Республики Коми (2011-2014), доцент, исполняющий обязанности ректора Ухтинского государственного технического университета (2018-2019).

## Биография

### Ранние годы
Родился 3 мая 1976 года в Караганде. В 1998 году окончил Сыктывкарский государственный университет по специальности «Математика».

### Трудовая деятельность
С 1998 года работал на различных управленческих и педагогических должностях в Сыктывкарском государственном университете. С 2006 года назначен доцентом кафедры информационных систем в экономике СыктГУ. С 2008 года — декан факультета информационных систем и технологий СыктГУ. С 2010 года также назначен на должность проректора по информатизации СыктГУ.
29 августа 2011 года назначен заместителем министра образования Республики Коми. 1 февраля 2013 года приказом Министерства образования Республики Коми переведен на должность первого заместителя министра образования Республики Коми.
24 ноября 2014 года назначен директором Сыктывкарского гуманитарно-педагогического колледжа им. И. А. Куратова.
С 6 августа 2018 года занимает должность первого проректора по образовательной деятельности и стратегическому развитию Ухтинского государственного технического университета.
1 ноября 2018 года приказом министра науки и высшего образования Российской Федерации Михаила Михайловича Котюкова назначен временно исполняющим обязанности ректора Ухтинского государственного технического университета. Во время его управления университет столкнулся с проблемой выплаты многомиллионных долгов, которые накопились при его предшественнике Цхадае. На посту Дмитрий Беляев начал ряд реформ и преобразований в университете, которые были позитивно восприняты большинством коллектива университета. Однако 18 июня 2019 года Аттестационная комиссия в Москве решила признать Беляева, считавшегося едва ли не единственным реальным кандидатом на должность ректора, не прошедшим аттестацию.
Получил поддержку преподавательского и студенческого коллективов, которые обращались в министерство образования с просьбой восстановить Беляева на выборах. Написал заявление о сложении с себя полномочий ректора по собственному желанию с 12 июля 2019 года. По словам самого Беляева, его экстренно вызвали в Москву, где заместитель министра образования России Александр Степанов предложил несколько вариантов увольнения, из которых самым мягким оказалось увольнение по собственной инициативе.
13 ноября 2019 года Дмитрий Беляев направил заявление в адрес Комиссии по выборам ректора УГТУ о том, что остаётся кандидатом в ректоры, несмотря на не пройденную аттестацию. В случае получения отрицательных результатов при прохождении аттестации, кандидат имеет возможность принять участие в выборах ректора, но допускаются к повторной аттестации не ранее чем через один год с момента принятия предыдущего решения. Однако руководство УГТУ так и не допустило Беляева до участия в выборах, и они прошли без него.
Дмитрий Беляев обратился в суд с гражданским иском, где оспаривал негативное заключение аттестационной комиссии Минобрнауки России, послужившее поводом для его увольнения из университета и не допуска к выборам ректора.
28 мая 2021 года Сыктывкарский городской суд Республики Коми удовлетворил иск Дмитрия Беляева к Министерству науки и высшего образования Российской Федерации. Суд признал незаконным решение аттестационной комиссии Минобрнауки России, которым Беляеву было отказано в аттестации. С министерства взыскана компенсация морального вреда.
Министерство науки и высшего образования РФ не согласилось с решением Сыктывкарского городского суда и подало апелляционную жалобу. 26 августа 2021 года Верховный суд Коми оставил решение Сыктывкарского горсуда без изменений, признав отказ в аттестации Дмитрия Беляева незаконным. Также подтверждено, что Минобрнауки РФ должно возместить Беляеву моральный ущерб.
Министерство науки и высшего образования РФ снова не согласилось с определением Верховного суда Республики Коми и подало кассационную жалобу на оба нижестоящие решения в кассационную инстанцию, находящуюся в г. Санкт-Петербург. Судебная коллегия по гражданским делам Третьего кассационного суда общей юрисдикции 21 февраля 2022 года оставила без изменения решения нижестоящих судов по делу экс-и. о. ректора Ухтинского государственного технического университета Дмитрия Беляева. Таким образом, три федеральных суда, Сыктывкарский городской, Верховный Суд Республики Коми и Третий кассационный суд общей юрисдикции признали незаконными все решения в отношении Беляева в части не аттестации на должность руководителя вуза, которые принимало Министерство науки и высшего образования РФ в июне 2019 года. С министерства взыскана компенсация морального вреда.
С ноября 2020 года работает в должности директора Государственного учреждения Республики Коми «Детский дом № 1 для детей-сирот и детей, оставшихся без попечения родителей» г. Сыктывкара.

### Политическая деятельность
В 2020 году выдвинулся кандидатом в депутаты Государственного Совета Республики Коми от партии «Справедливая Россия» вторым в общепартийном списке.
С октября 2020 года является депутатом, заместителем председателя комиссии по социальным вопросам Совета города Сыктывкара.
В 2021 году был выдвинут кандидатом в депутаты Государственной Думы 8-го созыва в составе федерального списка кандидатов «Социалистической политической партии «Справедливая Россия — Патриоты — За правду».

## Звание, степень и классный чин
- Кандидат экономических наук, доцент;
- Действительный государственный советник Республики Коми 2-го класса.